# Amazon World Zoo Park
De Amazon World Zoo is een dierentuin tussen Newport en Sandown op Wight, Engeland.
De dierentuin huist voornamelijk exotische dieren uit Zuid-Amerika, waaronder reuzenmiereneters, tamarins en marmosets, ocelots en papegaaien.  De dierentuin heeft ook de grootste collectie toekans, bestaande uit negen soorten, waaronder de zeldzame zwartkruinbergtoekan, in het Verenigd Koninkrijk. Er wordt niet speciaal gefokt met de toekans, en geen van de soorten heeft toegang tot een buitenvolière. De dierentuin heeft het enige grijpstaartstekelvarken en paca in het Verenigd Koninkrijk, beide worden in simpele betonnen verblijven, die een Maya-tempel symboliseren, gehouden. Amazon World heeft succes met het fokken met boommiereneters en tweevingerige luiaards.